# Pöide-Keskvere
Pöide-Keskvere (Duits: Keskfer) is een plaats in de Estlandse gemeente Saaremaa, provincie Saaremaa. De plaats heeft de status van dorp (Estisch: küla) en telt 4 inwoners (2021).
Tot in oktober 2017 behoorde Pöide-Keskvere tot de gemeente Pöide en heette de plaats Keskvere. In die maand ging Pöide op in de fusiegemeente Saaremaa. Omdat in de nieuwe gemeente nog een plaats Keskvere lag, werd dit Keskvere omgedoopt in Pöide-Keskvere.
De plaats ligt aan de Väike Väin, de zeestraat tussen de eilanden Saaremaa en Muhu.

## Geschiedenis
(Pöide-)Keskvere werd voor het eerst genoemd in 1645 onder de naam Kesckfer. Tussen 1715 en 1731 werd een landgoed Keskvere gesticht op braakliggende grond in de buurt van deze nederzetting. Het landgoed was een kroondomein. Voordien viel de grond onder het landgoed van Uuemõisa. In het begin van de 20e eeuw verdeelde de Russische staat al een groot deel van de grond onder de boeren die erop werkten. In 1920, toen Estland onafhankelijk was geworden, werd Keskvere genoemd als nederzetting in de gemeente Uuemõisa. In de jaren daarna werd ook de rest van het landgoed verdeeld.
In de jaren 1977–1997 hoorde Keskvere bij het buurdorp Kanissaare. Pas in 1997 kreeg Keskvere de status van dorp.